# Монтефредане
Монтефрѐдане (на италиански: Montefredane) е село и община в Южна Италия, провинция Авелино, регион Кампания. Разположено е на 593 m надморска височина. Населението на общината е 2310 души (към 2010 г.).